# Prezydenci Puntlandu

## Lista prezydentów Puntlandu (autonomicznego regionu Somalii)
| Osoba | Osoba   | Osoba                             | Kadencja          | Kadencja          | Partia polityczna |
| #     | Portret | Imię i Nazwisko                   | Od                | Do                | Partia polityczna |
| ----- | ------- | --------------------------------- | ----------------- | ----------------- | ----------------- |
| 1     |         | Abdullahi Yusuf Ahmed (1934–2012) | 23 lipca 1998     | 30 czerwca 2001   | SSDF/bezpartyjny  |
| -     |         | Yusuf Haji Nur (tymczasowo)       | 1 lipca 2001      | 14 listopada 2001 | bezpartyjny       |
| -     |         | Jama Ali Jama (tymczasowo)        | 14 listopada 2001 | 8 maja 2002       | bezpartyjny       |
| (1)   |         | Abdullahi Yusuf Ahmed (1934–2012) | 8 maja 2002       | październik 2004  | bezpartyjny       |
| 2     |         | Mohamed Hashi (?–2020)            | październik 2004  | 8 stycznia 2005   | bezpartyjny       |
| 3     |         | Mohamud Muse Hersi                | 8 stycznia 2005   | 8 stycznia 2009   | bezpartyjny       |
| 4     |         | Abdirahman Mohamud Farole (1945–) | 8 stycznia 2009   | 8 stycznia 2014   | Horseed           |
| 5     |         | Abdiweli Mohamed Ali (1965–)      | 8 stycznia 2014   | 8 stycznia 2019   | UDAD              |
| 6     |         | Said Abdullahi Deni               | 8 stycznia 2019   | nadal             | bezpartyjny       |